# Жонсьно
Жонсьно (пол. Rząśno) — село в Польщі, у гміні Здуни Ловицького повіту Лодзинського воєводства.
Населення — 216 осіб (2011).
У 1975-1998 роках село належало до Скерневицького воєводства.

## Демографія
Демографічна структура станом на 31 березня 2011 року:
|          | Загалом | Допрацездатний вік | Працездатний вік | Постпрацездатний вік |
| -------- | ------- | ------------------ | ---------------- | -------------------- |
| Чоловіки | 114     | 17                 | 81               | 16                   |
| Жінки    | 102     | 10                 | 53               | 39                   |
| Разом    | 216     | 27                 | 134              | 55                   |